# Qinngorput
Qinngorput – wschodnia dzielnica Nuuk, stolicy Grenlandii, oddalona od centrum ok. 5 km. Między Qinngorput a pozostałą częścią miasta kursują autobusy komunikacji miejskiej, obsługiwane przez Nuup Bussii (linia nr 1).